# Priscilla Bunbury's Virginal Book
Il Priscilla Bunbury's Virginal Book è una raccolta manoscritta di musiche compilata, nei tardi anni 1630, da due giovani donne di un'influente famiglia del Cheshire. Essa è più importante per le indicazioni di diteggiatura contenute che per la qualità della musica.

## Manoscritto
Il manoscritto di 27,6 x 19,2 cm. è rilegato in pelle. La copertina riporta la scritta PRISCILLA BVNBURY in lettere maiuscole, e nella copertina ultima le iniziali PB. Contiene 32 pagine con pentagramma di sei righe. Contiene trentacinque pezzi di musica, ordinatamente scritti, ma la prima e l'ultima pagina, insieme ad i pezzi contenuti, sono mancanti. Oltre alla musica, c'è una ricetta di medicinali e altri scarabocchi. Nella stesura è possibile distinguere almeno due mani diverse.

## Autori
La prima proprietaria del manoscritto fu Priscilla Bunbury (1615-1682), figlia di Sir Henry Bunbury di Little Stanney in Cheshire e la sua seconda moglie Martha. La seconda fu Priscilla Bunbury (c 1675- dopo il 1707), figlia di Sir Thomas Bunbury, nipote di Sir Henry e di sua moglie, figlioccia della prima Priscilla. 

## Contenuto
Cinque pezzi sono attribuiti a Robert Hall, dei cui nulla ci è noto. Cinque sono di Orlando Gibbons e tre di Randall Jewett, un membro del coro alla Cattedrale di Chester e fratello del più noto Randolph Jewett, forse allievo di Orlando Gibbons. L'intera sequenza di "Battle" di William Byrd è inserita in un pezzo (trovato anche in My Ladye Nevells Booke). Ventuno delle composizioni non sono attribuite. 
1. [Untitled] Whoop, do me no harm, good man (Orlando Gibbons)
2. The White Ribbin
3. The freind's  Good Night
4. The Celebran (Orlando Gibbons)
5. A jig
6. Put up thy dagger Jemmy (non attribuito, ma presente anche nel Fitzwilliam Virginal Book di Giles Farnaby)
7. Money is a Gallant thinge
8. Rappaks jig
9. The maukin
10. George
11. La holland
12. Mrs Prissilla Bunburie hir Delight
13. Almaine Mr Gibbons (Orlando Gibbons)
14. [Untitled] (Randall Jewett)
15. A maske (Orlando Gibbons)
16. Berchen Greene Hollan
17. A french Lesson
18. Swinnertons Almaine
19. A Maske
20. A Coranto
21. The Buildings
22. Churtons farwell (Randall Jewett)
23. Almaine (Randall Jewett)
24. Grayes Inn Maske (Orlando Gibbons)
25. The new Rant
26. The parson of the parrish
27. Captaine owens Delight
28. A horne pipe (Robert Hall)
29. The battle by mr:bird (William Byrd): The soldiers sumons: The foote march: The horse march: The trumpetts: Irish march: Bagpipe: fife and drum: march to the fighte: Tantara: [senza titolo]: [senza titolo]: The bells. (anche presente in My Ladye Nevells Booke e Elizabeth Roger's Virginal Book)
30. The buildinge
31. Frogg gall[iard] (Robert Hall)
32. The pleasing widdow (Robert Hall)
33. Mock widdow (Robert Hall)
34. My choyce is made and I desire no change. My choyce (Robert Hall)
35. the nightingaill

## Diteggiatura
I pezzi 1-28, corrispondenti alla scrittura di Priscilla Bunbury, contengono una diteggiatura completa. 
Per quanto riguarda la mano destra, la diteggiatura segue il sistema moderno, con il pollice numerale "1" e il mignolo "5". Il sistema è però invertito per la mano sinistra, dove è numerato al dito mignolo "1" e al pollice "5". Risulta evidente che l'autore favorisce l'uso del terzo dito della mano destra e del terzo  della sinistra per i "forti".